# Земфира. Подарочное издание
«Земфира. Подарочное издание» — бокс-сет, в который вошли первые три альбома Земфиры — «Земфира», «Прости меня моя любовь», «Четырнадцать недель тишины». Задержанное на три года из-за недостатка времени у Земфиры, переиздание вышло, потому что в продажу эти альбомы поступают редко и найти лицензионные версии в магазинах крайне сложно. В поддержку издания на официальном сайте певицы был выпущен музыкальный фильм «Москва.Крокус/Стрелка».

## Релиз и продвижение
К выпуску бокс-сета был приурочен мини-тур камерных концертов с программой, состоящей преимущественно из песен альбомов, вошедших в бокс-сет. По поводу релиза и сопровождающего его тура 1 сентября 2010 года, в день выхода бокс-сета, была созвана пресс-конференция.

## Обложка
Подарочный вариант переиздания представляет собой картонный трёхдисковый бокс с голографической картинкой на обложке и включает в себя все три альбома. Сама Земфира говорила об обложке: «Обложка с таким оформлением была сделана для того, чтобы её приятно было взять в руки. У меня никогда не было такого красивого оформления, а теперь появилась возможность сделать подарочный дизайн. Это сердце сделала девушка Катя, мы придумали такую визуализацию для всего, что будет происходить в ближайшее время. Это некий символ, который ассоциируется с этим моим творческим периодом».

## Список композиций
Слова и музыка всех песен — Земфира Рамазанова.
| №                   | Название            | Длительность |
| ------------------- | ------------------- | ------------ |
| 1.                  | «Почему»            | 4:45         |
| 2.                  | «Снег»              | 2:35         |
| 3.                  | «Синоптик»          | 3:45         |
| 4.                  | «Ромашки»           | 3:27         |
| 5.                  | «Маечки»            | 3:13         |
| 6.                  | «СПИД»              | 3:35         |
| 7.                  | «Румба»             | 3:09         |
| 8.                  | «Скандал»           | 2:48         |
| 9.                  | «Непошлое»          | 3:31         |
| 10.                 | «Припевочка»        | 2:58         |
| 11.                 | «–140»              | 3:53         |
| 12.                 | «Ариведерчи»        | 2:48         |
| 13.                 | «Ракеты»            | 2:49         |
| 14.                 | «Земфира»           | 3:58         |
| Общая длительность: | Общая длительность: | 47:40        |

| №                   | Название            | Длительность |
| ------------------- | ------------------- | ------------ |
| 1.                  | «Шкалят датчики»    | 3:37         |
| 2.                  | «Zero»              | 2:46         |
| 3.                  | «Созрела»           | 3:33         |
| 4.                  | «Хочешь?»           | 3:17         |
| 5.                  | «Рассветы»          | 3:51         |
| 6.                  | «Город»             | 3:13         |
| 7.                  | «Ненавижу»          | 3:42         |
| 8.                  | «Сигареты»          | 4:29         |
| 9.                  | «Доказано»          | 3:19         |
| 10.                 | «П.М.М.Л.»          | 3:36         |
| 11.                 | «Искала»            | 3:33         |
| 12.                 | «Не отпускай»       | 4:05         |
| 13.                 | «Лондон»            | 3:11         |
| Общая длительность: | Общая длительность: | 46:48        |

| №                   | Название            | Длительность |
| ------------------- | ------------------- | ------------ |
| 1.                  | «Паранойя»          | 4:01         |
| 2.                  | «Трафик»            | 4:00         |
| 3.                  | «∞»                 | 5:04         |
| 4.                  | «Мачо»              | 4:20         |
| 5.                  | «Сказки»            | 4:38         |
| 6.                  | «Песня»             | 4:24         |
| 7.                  | «Р»                 | 4:01         |
| 8.                  | «Главное»           | 3:35         |
| 9.                  | «Кто?»              | 2:51         |
| 10.                 | «Webgirl»           | 4:13         |
| 11.                 | «Шалфей»            | 3:35         |
| 12.                 | «Ощущенья»          | 4:12         |
| 13.                 | «Мечтой»            | 3:53         |
| Общая длительность: | Общая длительность: | 53:18        |